# 京都中央信用金庫立てこもり事件
京都中央信用金庫立てこもり事件（きょうとちゅうおうしんようきんこ たてこもりじけん）とは、信用金庫と融資トラブルをめぐって発生した人質立て籠もり事件。

## 事件の概要
2002年（平成14年）12月26日午前10時ごろ、京都中央信用金庫の本店に拳銃2丁を所持した徳田衛一（当時60歳）が押し入り「理事長に会わせろ」と京都中央信用金庫の職員4人を人質にとり立てこもった。立てこもり事件発生を受けて京都府警察は本部に100人態勢の指揮本部を設置し、大阪府警察に特殊部隊 (SAT) の出動を要請した。
人質は男性行員3人と女性行員1人だったが、午後4時40分ごろ（発生から約6時間半）に女性行員1人、午後10時半ごろ（発生から約12時間半）に男性行員1人が解放されたが、融資の担当であった債券管理部の部長と課長の2人は残された。
発生から14時間が経過した12月27日午前2時30分ごろ、警察官や自身が経営していた不動産会社の元従業員らの説得に応じるかたちで残る2人を解放し、自身も投降した。これを受けて京都府警察は徳田を人質強要行為処罰法違反と銃刀法違反で現行犯逮捕した。
徳田は事件前に自身の犯行声明としてビデオテープ3本を報道機関あてに残している。ビデオテープの中で徳田は「私はこの凶器、弾薬を的確にコントロールする技術と能力を持って、正規の金融機関に押し入り、私を陥れた犯罪者をこの手でとらえ、処罰を加える」と京都中央信用金庫をターゲットとした犯行を予告していた。関西テレビ放送はビデオテープを入手した後、犯行予告の内容を報道したが、徳田は関西テレビ放送に電話をかけて犯行動機などを主張した。その後、読売新聞大阪本社にも電話をかけている。
2003年（平成15年）1月17日、京都地検は徳田を人質強要行為処罰法違反と銃刀法違反の罪で起訴した。

## 刑事裁判

### 第一審・京都地裁
2003年（平成15年）3月17日、京都地裁（竹田隆裁判長）で初公判が開かれ、罪状認否で徳田は「あらかた間違いありません」と述べて起訴事実を概ね認めた。同日の公判で犯行動機について「（融資のトラブルについて）検察庁や警察に訴えたが、人手不足や民事不介入を理由に門前払いされた。悪や不正行為から国民を守ろうとしなかったことへの抗議だ」と述べた。
2003年（平成15年）12月3日、論告求刑公判が開かれ、検察側は「私的な恨みを晴らすための身勝手な犯行。法治国家に対する重大な挑戦だ」として徳田に懲役12年を求刑した。
2003年（平成15年）12月15日、最終弁論が開かれ、弁護側は「犯行は金融機関の行為と、その行為による被害の救済を怠ってきた国家機関の怠慢が遠因となって引き起こされた」と京都中央信用金庫の不適切な対応や捜査機関の怠慢などを理由に情状酌量を求めて結審した。
2004年（平成16年）2月13日、京都地裁（氷室眞裁判長）で判決公判が開かれ、裁判長は「死傷者を多数生じさせかねない危険で悪質な犯行」として徳田に懲役9年の判決を言い渡した。被告側は判決を不服として控訴した。

### 控訴審・大阪高裁
2005年（平成17年）1月11日、大阪高裁（白井万久裁判長）は「社会的影響は無視できず、刑事責任は重い」として一審・京都地裁の懲役9年の判決を支持、被告側の控訴を棄却した。

### 上告審・最高裁第一小法廷
2005年（平成17年）4月6日、最高裁第一小法廷（横尾和子裁判長）は被告側の上告を棄却する決定を出したため、懲役9年の判決が確定した。

## 判決確定後
現在は刑期を終えて出所しており、2014年ごろから個人ブログやTwitter（現・X）などで獄中生活や犯行の動機などについて発信している。獄中で事件に関する『週刊新潮』の報道が事実と異なっているとして、裁判に勝訴し慰謝料を得ている。